# Kotkasaari (ö i Lappland, Norra Lappland, lat 69,15, long 28,66)
Kotkasaari, nordsamiska: Kuáskimsuálui, är en ö i Finland. Den ligger i sjön Nammijärvi och i kommunen Enare i den ekonomiska regionen Norra Lappland och landskapet Lappland, i den norra delen av landet, 1 000 km norr om huvudstaden Helsingfors. Öns area är 13,9 hektar och dess största längd är 0,7 kilometer i nord-sydlig riktning.